# Hormone steroid
Hormone steroid là một steroid hoạt động như một hormone. Hormone steroid có thể được nhóm thành hai loại: corticosteroid (thường được sản xuất ở vỏ thượng thận, do đó có phần đầu cortico-) và steroid sinh dục (thường được sản xuất trong tuyến sinh dục hoặc nhau thai). Trong hai loại này có năm loại theo các thụ thể mà chúng liên kết: glucocorticoids, mineralocorticoids (corticosteroid), androgen, estrogen và proestogen (steroid sinh dục). Dẫn xuất vitamin D là một hệ thống hormone liên quan chặt chẽ thứ sáu với các thụ thể tương đồng. Chúng có một số đặc điểm của steroid thực sự là phối tử thụ thể.
Hormone steroid giúp kiểm soát sự trao đổi chất, viêm, chức năng miễn dịch, cân bằng muối và nước, phát triển các đặc tính tình dục và khả năng chịu đựng bệnh tật và chấn thương. Thuật ngữ steroid mô tả cả hai hormone do cơ thể sản xuất và các loại thuốc được sản xuất nhân tạo nhân đôi tác dụng đối với các steroid xuất hiện tự nhiên.

## Tổng hợp

Steroidogenesis với enzyme và trung gian.

Các hormone steroid tự nhiên thường được tổng hợp từ cholesterol trong tuyến sinh dục và tuyến thượng thận. Những dạng hormone này là lipid. Chúng có thể đi qua màng tế bào vì chúng hòa tan trong chất béo, và sau đó liên kết với các thụ thể hormone steroid (có thể là hạt nhân hoặc tế bào học tùy thuộc vào hoocmon steroid) để mang lại những thay đổi trong tế bào. Các hormone steroid thường được mang trong máu, gắn với các protein vận chuyển cụ thể như globulin gắn với hormone giới tính hoặc globulin gắn với corticosteroid. Chuyển đổi và dị hóa hơn nữa xảy ra ở gan, trong các mô "ngoại vi" khác và trong các mô đích.